# Pryda
Pryda är ett svenskt skivbolag grundat av Eric Prydz. Skivbolaget släpper Prydz egna mer houseinspirerade produktioner medan de lite hårdare låtarna hamnar på hans andra bolag Mouseville. Skivbolaget har ett dotterbolag som heter Pryda Friends.

## Diskografi
- PRYDA 001:    Pryda - Human Behaviour / Lesson One
- PRYDA 001Ltd: Pryda - Genesis
- PRYDA 002:    Pryda - Spooks / Doit
- PRYDA 003:    Pryda - Nile / Sucker DJ
- PRYDA 004:    Pryda - Aftermath / The Gift
- PRYDA 004X:   Pryda - Aftermath (remix) Ensidig LP med remix av Paolo Mojo
- PRYDA 005:    Pryda - Remember / Frankfurt
- PRYDA 006:    Eric Prydz vs. Floyd - Proper Education
- PRYDA 007:    Pryda - Rymd / Armed
- PRYDA 008:    Pryda - Ironman / Madderferrys
- PRYDA 009:    Pryda - Muranyi / Balaton
- PRYDA 010:    Pryda - Europa / Odyssey
- PRYDA 011:    Pryda - F12 / Pjanoo
- PRYDA 012:    Pryda - Evouh / Wakanapi / Rakfunk
- PRYDA 013:    Pryda - Animal / Miami To Atlanta / Loaded
- PRYDA 014:    Pryda - Melo / Lift / Reeperbahn
- PRYDA 015:    Pryda - Waves / Alfon
- PRYDA 016:    Pryda - Inspiration / RYMD 2010
- PRYDA 017:    Pryda - Viro / Emos
- PRYDA 018:    Pryda - The End / M.S.B.O.Y
- PRYDA 019:    Pryda - Niton / Vega
- PRYDA 019.5:  Pryda - Illusions / Glimma
- PRYDA 020:    Pryda - Mirage / Juletider / With Me
- PRYDA 021:    Pryda - 2night